# パーヴォ・バリシック
パーヴォ・バリシック（Pavo Barišić）は、クロアチアのスプリット大学・政治哲学の教授だったが、2016年10月19日（57歳）、クロアチアの科学大臣に就任した。論文盗用が指摘されている。

## 研究関連事件
2008年、バリシックは、クロアチアの学術誌「Synthesis philosophica」に「Does globalization threaten democracy?」というタイトルの論文を出版した。
2016年10月19日、クロアチアの科学大臣に就任したが、2008年の論文は、米国の政治評論家で国際関係の専門家であるスティーブン・シュレジンガー（Stephen Schlesinger）の文章などを盗用したと指摘された
。
調査の結果、公式には盗用ではないとされた。